# Pasadena (Maryland)
Pasadena es un lugar designado por el censo ubicado en el condado de Anne Arundel en el estado estadounidense de Maryland. En el Censo de 2010 tenía una población de 24.287 habitantes y una densidad poblacional de 581,9 personas por km².

## Geografía
Pasadena se encuentra ubicado en las coordenadas 39°9′19″N 76°33′10″O / 39.15528, -76.55278. Según la Oficina del Censo de los Estados Unidos, Pasadena tiene una superficie total de 41.74 km², de la cual 38.69 km² corresponden a tierra firme y (7.31%) 3.05 km² es agua.

## Demografía
Según el censo de 2010, había 24.287 personas residiendo en Pasadena. La densidad de población era de 581,9 hab./km². De los 24.287 habitantes, Pasadena estaba compuesto por el 86.2% blancos, el 6.9% eran afroamericanos, el 0.33% eran amerindios, el 2.59% eran asiáticos, el 0.09% eran isleños del Pacífico, el 1.59% eran de otras razas y el 2.29% pertenecían a dos o más razas. Del total de la población el 4.34% eran hispanos o latinos de cualquier raza.